# Statistiche di Serie A Élite (rugby a 15 maschile)
Sono qui riportate le statistiche su albo d'oro, marcatori, presenze nonché record stagionali relativi al campionato di Serie A Élite (rugby a 15 maschile) (Serie A dal 1928-29 al 1959-60 e dal 1965-66 al 1985-86, Eccellenza dal 1960-61 al 1964-65 e dal 2010-11 al 2017-18, Serie A1 dal 1985-86 al 2000-01, Super 10 dal 2001-02 al 2009-10, TOP12 dal 2018-19 al 2019-20, TOP10 dal 2020 al 2023), ovvero la prima divisione del rugby a 15 in Italia.
Tutte le statistiche sono aggiornate al termine del campionato 2024-25; quelle riguardanti le partecipazioni sono attualizzate all'inizio del campionato 2024-25.
La fonte utilizzata sono i comunicati ufficiali della Federazione Italiana Rugby.
Per tutte le altre informazioni (classifiche stagionali, record di punti nei singoli incontri, etc.) sono state usate, ove possibile, fonti ufficiali quali referti della Federazione Italiana Rugby, e in altri casi informazioni reperite da fonti giornalistiche.
NOTA: Laddove presenti, le bandiere di fianco al nome di ciascun giocatore indicano solamente la nazionalità sportiva secondo le norme World Rugby e non fanno necessariamente fede riguardo aspetti quali Paese di cittadinanza o altre singolarità anagrafiche.

## Statistiche di squadra

### Albo d'oro ed eventuali finaliste
| Edizione | Edizione | Campione          | Finalista     |
| -------- | -------- | ----------------- | ------------- |
| 1        | 1928-29  | Ambrosiana        | S.S. Lazio    |
| 2        | 1929-30  | Amatori Milano    | Girone finale |
| 3        | 1930-31  | Amatori Milano    | Rugby Roma    |
| 4        | 1931-32  | Amatori Milano    | Girone finale |
| 5        | 1932-33  | Amatori Milano    | Girone unico  |
| 6        | 1933-34  | Amatori Milano    | Girone finale |
| 7        | 1934-35  | Rugby Roma        | Girone finale |
| 8        | 1935-36  | Amatori Milano    | GUF Torino    |
| 9        | 1936-37  | Rugby Roma        | Girone unico  |
| 10       | 1937-38  | Amatori Milano    | Girone unico  |
| 11       | 1938-39  | Amatori Milano    | Girone unico  |
| 12       | 1939-40  | Amatori Milano    | Girone unico  |
| 13       | 1940-41  | Amatori Milano    | GUF Torino    |
| 14       | 1941-42  | Amatori Milano    | Girone unico  |
| 15       | 1942-43  | Amatori Milano    | Girone unico  |
| 16       | 1945-46  | Amatori Milano    | Rugby Roma    |
| 17       | 1946-47  | Ginnastica Torino | Girone finale |
| 18       | 1947-48  | Rugby Roma        | Girone unico  |
| 19       | 1948-49  | Rugby Roma        | Girone unico  |
| 20       | 1949-50  | Parma             | Girone unico  |
| 21       | 1950-51  | Rovigo            | Girone unico  |
| 22       | 1951-52  | Rovigo            | Girone unico  |
| 23       | 1952-53  | Rovigo            | Girone unico  |
| 24       | 1953-54  | Rovigo            | Girone unico  |
| 25       | 1954-55  | Parma             | Girone unico  |
| 26       | 1955-56  | Treviso           | Girone unico  |
| 27       | 1956-57  | Parma             | CUS Torino    |
| 28       | 1957-58  | Fiamme Oro        | Rugby Milano  |
| 29       | 1958-59  | Fiamme Oro        | L’Aquila      |
| 30       | 1959-60  | Fiamme Oro        | Girone finale |
| 31       | 1960-61  | Fiamme Oro        | Girone finale |
| 32       | 1961-62  | Rovigo            | Girone unico  |
| 33       | 1962-63  | Rovigo            | Girone unico  |
| 34       | 1963-64  | Rovigo            | Girone unico  |
| 35       | 1964-65  | Partenope         | Girone unico  |
| 36       | 1965-66  | Partenope         | Girone unico  |
| 37       | 1966-67  | L’Aquila          | Girone unico  |
| 38       | 1967-68  | Fiamme Oro        | Girone unico  |
| 39       | 1968-69  | L’Aquila          | Girone unico  |
| 40       | 1969-70  | Petrarca          | Girone unico  |
| 41       | 1970-71  | Petrarca          | Girone unico  |
| 42       | 1971-72  | Petrarca          | Girone unico  |
| 43       | 1972-73  | Petrarca          | Girone unico  |
| 44       | 1973-74  | Petrarca          | Girone unico  |
| 45       | 1974-75  | Brescia           | Girone unico  |
| 46       | 1975-76  | Rovigo            | Girone unico  |
| 47       | 1976-77  | Petrarca          | Girone unico  |
| 48       | 1977-78  | Treviso           | Girone unico  |
| 49       | 1978-79  | Rovigo            | Girone unico  |
| 50       | 1979-80  | Petrarca          | Girone unico  |

| Edizione | Edizione  | Campione       | Finalista         |
| -------- | --------- | -------------- | ----------------- |
| 51       | 1980-81   | L’Aquila       | Girone unico      |
| 52       | 1981-82   | L’Aquila       | Girone finale     |
| 53       | 1982-83   | Benetton       | Girone finale     |
| 54       | 1983-84   | Petrarca       | Girone finale     |
| 55       | 1984-85   | Petrarca       | Girone finale     |
| 56       | 1985-86   | Petrarca       | Girone finale     |
| 57       | 1986-87   | Petrarca       | Girone unico      |
| 58       | 1987-88   | Rovigo         | Benetton          |
| 59       | 1988-89   | Benetton       | Rovigo            |
| 60       | 1989-90   | Rovigo         | Benetton          |
| 61       | 1990-91   | Amatori Milano | Benetton          |
| 62       | 1991-92   | Benetton       | Rovigo            |
| 63       | 1992-93   | Amatori Milano | Benetton          |
| 64       | 1993-94   | L’Aquila       | Milan             |
| 65       | 1994-95   | Milan          | Benetton          |
| 66       | 1995-96   | Milan          | Benetton          |
| 67       | 1996-97   | Benetton       | Milan             |
| 68       | 1997-98   | Benetton       | Petrarca          |
| 69       | 1998-99   | Benetton       | Petrarca          |
| 70       | 1999-2000 | Rugby Roma     | L’Aquila          |
| 71       | 2000-01   | Benetton       | Amat. & Calvisano |
| 72       | 2001-02   | Viadana        | Amat. & Calvisano |
| 73       | 2002-03   | Benetton       | Amat. & Calvisano |
| 74       | 2003-04   | Benetton       | Calvisano         |
| 75       | 2004-05   | Calvisano      | Benetton          |
| 76       | 2005-06   | Benetton       | Calvisano         |
| 77       | 2006-07   | Benetton       | Viadana           |
| 78       | 2007-08   | Calvisano      | Benetton          |
| 79       | 2008-09   | Benetton       | Viadana           |
| 80       | 2009-10   | Benetton       | Viadana           |
| 81       | 2010-11   | Petrarca       | Rovigo            |
| 82       | 2011-12   | Calvisano      | I Cavalieri       |
| 83       | 2012-13   | Mogliano       | I Cavalieri       |
| 84       | 2013-14   | Calvisano      | Rovigo            |
| 85       | 2014-15   | Calvisano      | Rovigo            |
| 86       | 2015-16   | Rovigo         | Calvisano         |
| 87       | 2016-17   | Calvisano      | Rovigo            |
| 88       | 2017-18   | Petrarca       | Calvisano         |
| 89       | 2018-19   | Calvisano      | Rovigo            |
| 90       | 2019-20   | -              | -                 |
| 91       | 2020-21   | Rovigo         | Petrarca          |
| 92       | 2021-22   | Petrarca       | Rovigo            |
| 93       | 2022-23   | Rovigo         | Petrarca          |
| 94       | 2023-24   | Petrarca       | Viadana           |
| 95       | 2024-25   | Rovigo         | Viadana           |

### Riepilogo tornei vinti per club
| Club              | Vittorie | Edizioni |
| ----------------- | -------- | --- |
| Amatori Milano    | 18       | 1928-29, 1929-30, 1930-31, 1931-32, 1932-33, 1933-34, 1935-36, 1937-38, 1938-39, 1939-40, 1940-41, 1941-42, 1942-43, 1945-46, 1990-91, 1992-93, 1994-95, 1995-96 |
| Benetton          | 15       | 1955-56, 1977-78, 1982-83, 1988-89, 1991-92, 1996-97, 1997-98, 1998-99, 2000-01, 2002-03, 2003-04, 2005-06, 2006-07, 2008-09, 2009-10                            |
| Petrarca          | 15       | 1969-70, 1970-71, 1971-72, 1972-73, 1973-74, 1976-77, 1979-80, 1983-84, 1984-85, 1985-86, 1986-87, 2010-11, 2017-18, 2021-22, 2023-24                            |
| Rovigo            | 15       | 1950-51, 1951-52, 1952-53, 1953-54, 1961-62, 1962-63, 1963-64, 1975-76, 1978-79, 1987-88, 1989-90, 2015-16, 2020-21, 2022-23, 2024-25                            |
| Calvisano         | 7        | 2004-05, 2007-08, 2011-12, 2013-14, 2014-15, 2016-17, 2018-19 |
| Rugby Roma        | 5        | 1934-35, 1936-37, 1947-48, 1948-49, 1999-2000 |
| Fiamme Oro        | 5        | 1957-58, 1958-59, 1959-60, 1960-61, 1967-68 |
| L’Aquila          | 5        | 1966-67, 1968-69, 1980-81, 1981-82, 1993-94 |
| Parma             | 3        | 1949-50, 1954-55, 1956-57 |
| Partenope         | 2        | 1964-65, 1965-66 |
| Ginnastica Torino | 1        | 1946-47 |
| Brescia           | 1        | 1974-75 |
| Viadana           | 1        | 2001-02 |
| Mogliano          | 1        | 2012-13 |

### Partecipazioni
- 81: Rovigo
- 77: Petrarca
- 61: L’Aquila
- 58: Parma, Rugby Roma
- 56: Benetton
- 52: Amatori Milano
- 37: Calvisano, Fiamme Oro
- 32: Brescia
- 31: CUS Roma
- 29: Amatori Catania, San Donà
- 28: Rugby Milano
- 25: Bologna, S.S. Lazio
- 24: Viadana
- 21: CUS Genova, Partenope
- 19: CUS Torino
- 18: Frascati
- 17: Mogliano, Livorno
- 16:Lyons
- 17:  Torino
- 14: CUS Napoli,
- 13: Casale
- 12: Reggio Emilia
- 11: CUS Milano, CUS Padova, GRAN Parma
- 10: CUS Parma,
- 9: CUS Firenze
- 7: Mirano, Piacenza, Rho
- 6: Colorno, I Cavalieri, Noceto, Padova
- 5: A.S. Roma, Genova, Ginnastica Torino, Giovinezza, Esercito, Udine, Veneziamestre
- 4: Bersaglieri MI, Capitolina, Monza, Trieste, Venezia
- 3: Battisti Genova, Benevento, Crociati, CUS Bologna, Fiamme Oro Firenze, G.S. Mussolini, Parabiago, Reggio Calabria, Tarvisium, X Comiliter Napoli, Vicenza
- 2: Alessandria, CUS Catania, CUS Pavia, G.S. FIAT, I Medicei, Leonessa, Olimpic ’44, Olimpic '52 Roma
- 1: 53ª Legione Padova, Amatori Lazio, Amatori Milano II, Ambrosiana, Andrea Doria, Audace, Baracca Milano, Battisti Torino, Bersaglieri BO, US Bolognese, Cantore Milano, Colleferro, CUS Modena, CUS Palermo, CUS Trieste, CUS Venezia, Edera, Goliardica Roma, GRF Salario, Juventus Roma, Leoni S. Marco, CG Milizia Roma, Novara, Petrarca Cadetti, Piemonte, Piemonte Sabaudo, Ponticello Genova, Rieti, San Gabriele Isola del Gran Sasso, San Gregorio, Sempione Milano, Silea, Tacu Boys Torino, Valsugana, Verona,

## Statistiche individuali

### Migliori realizzatori dal 1961
| Edizione  | Record di punti                                             | Record di mete                                                                             |
| --------- | ----------------------------------------------------------- | ------------------------------------------------------------------------------------------ |
| 1960-61   | Roberto Martini (Fiamme Oro), 119                           | Pietro Sguario (Fiamme Oro), 15                                                            |
| 1961-62   | Vittorio Mutti (Parma), 73 Marcello Martone (Partenope), 73 | Vittorio Ambron (Partenope), 14                                                            |
| 1962-63   | Romano Bettarello (Rovigo), 104                             | Roberto Mosconi (Rugby Milano), 9 Vittorio Ambron (Partenope), 9                           |
| 1963-64   | Romano Bettarello (Rovigo), 94                              | Vittorio Ambron (Partenope), 17                                                            |
| 1964-65   | Marcello Martone (Partenope), 107                           | Vittorio Ambron (Partenope), 12                                                            |
| 1965-66   | Marcello Martone (Partenope), 100                           | Giuseppe Mosconi (Milano), 12                                                              |
| 1966-67   | Roberto Martini (Fiamme Oro), 71                            | Mauro Gatto (CUS Roma), 15                                                                 |
| 1967-68   | Roberto Martini (Fiamme Oro), 98                            | Ettore Abbiati (Brescia), 9 Carlo Salmaso (Fiamme Oro), 9                                  |
| 1968-69   | Angelo Autore (L’Aquila), 108                               | Fernando Pignotti (CUS Roma), 15                                                           |
| 1969-70   | Elio Michelon (Petrarca), 145                               | Francesco Dotto (GUF Treviso), 19                                                          |
| 1970-71   | Alex Penciu (Rovigo), 104                                   | Romano Baraldi (Petrarca), 10                                                              |
| 1971-72   | Alex Penciu (Rovigo), 124                                   | Faustino Crepaz (Petrarca), 19                                                             |
| 1972-73   | Lelio Lazzarini (Petrarca), 109                             | Nelson Babrow (Petrarca), 19 Manrico Marchetto (Treviso), 19                               |
| 1973-74   | David Cornwall (Brescia), 188                               | Dick Greenwood (Rugby Roma), 17                                                            |
| 1974-75   | David Cornwall (Brescia), 151                               | Dick Greenwood (Rugby Roma), 19                                                            |
| 1975-76   | Robin J. Williams (Brescia), 207                            | Elio De Anna (Rovigo), 19                                                                  |
| 1976-77   | Giuseppe Lori (CUS Milano), 156                             | Manrico Marchetto (Treviso), 25                                                            |
| 1977-78   | Stefano Bettarello (Rovigo), 242                            | Manrico Marchetto (Treviso), 41                                                            |
| 1978-79   | Robin J. Williams (Brescia), 249                            | Nino Rossi (Rovigo), 31                                                                    |
| 1979-80   | Stefano Bettarello (Rovigo), 207                            | Massimiliano Mascioletti (L’Aquila), 24                                                    |
| 1980-81   | Stefano Bettarello (Rovigo), 281                            | Alberto Osti (Rovigo), 20                                                                  |
| 1981-82   | Stefano Bettarello (Rovigo), 228                            | Massimiliano Mascioletti (L’Aquila), 26                                                    |
| 1982-83   | Claudio Torresan (San Donà), 242                            | Luigi Salvatore (L’Aquila), 20                                                             |
| 1983-84   | Armando Lugari (Rugby Roma), 276                            | Michele Prà (Petrarca), 17                                                                 |
| 1984-85   | Jim Hopkin (Parma), 228                                     | Michele Sartoretto (San Donà), 16                                                          |
| 1985-86   | Stefano Bettarello (Benetton), 310                          | Massimiliano Mascioletti (L’Aquila), 26                                                    |
| 1986-87   | Stefano Bettarello (Benetton), 262                          | Marcello Cuttitta (L’Aquila), 18                                                           |
| 1987-88   | Naas Botha (Rovigo), 300                                    | Gert Smal (Rovigo), 21                                                                     |
| 1988-89   | Naas Botha (Rovigo), 410                                    | Enrico Ceselin (Benetton), 24                                                              |
| 1989-90   | Andy Cooper (Benetton), 384                                 | Marcello Cuttitta (Amatori Milano), 31                                                     |
| 1990-91   | Diego Domínguez (Amatori Milano), 369                       | Marcello Cuttitta (Amatori), 32                                                            |
| 1991-92   | Diego Domínguez (Amatori), 356                              | Leandro Manteri (Benetton), 28                                                             |
| 1992-93   | Diego Domínguez (Amatori), 453                              | Marcello Cuttitta (Amatori), 29                                                            |
| 1993-94   | Diego Domínguez (Milan), 469                                | Danie Gerber (L’Aquila), 20                                                                |
| 1994-95   | Diego Domínguez (Milan), 334                                | Massimiliano Perziano (Benetton), 17                                                       |
| 1995-96   | Diego Domínguez (Milan), 463                                | Massimiliano Perziano (Benetton), 24                                                       |
| 1996-97   | Diego Domínguez (Milan), 524                                | Marcello Cuttitta (Milan), 29                                                              |
| 1997-98   | Andrea Scanavacca (Rovigo), 315                             | Vittorio D'Anna (Petrarca), 20                                                             |
| 1998-99   | Kelly Rolleston (Petrarca), 366                             | Kelly Rolleston (Petrarca), 21                                                             |
| 1999-2000 | Andrea Scanavacca (Rovigo), 280                             | Brendan Williams (Petrarca), 22                                                            |
| 2000-01   | Corrado Pilat (Benetton), 304                               | Juan Francesio (Viadana), 18                                                               |
| 2001-02   | Simon Mason (Benetton), 323                                 | Kaine Robertson (Viadana), 12                                                              |
| 2002-03   | Simon Mason (Benetton), 322                                 | Brendan Williams (Benetton), 19                                                            |
| 2003-04   | Gerard Fraser (Calvisano), 239                              | Brendan Williams (Benetton), 19                                                            |
| 2004-05   | Gerard Fraser (Calvisano), 272                              | Brendan Williams (Benetton), 14                                                            |
| 2005-06   | Rima Wakarua (GRAN Parma), 285                              | Brendan Williams (Benetton), 13                                                            |
| 2006-07   | Rima Wakarua (GRAN Parma), 262                              | Brendan Williams (Benetton), 20                                                            |
| 2007-08   | Rima Wakarua (GRAN Parma), 199                              | Sisa Koyamaibole (Petrarca), 9 Kaine Robertson (Viadana), 9 Brendan Williams (Benetton), 9 |
| 2008-09   | Ludovic Mercier (Petrarca), 201                             | Kaine Robertson (Viadana), 11                                                              |
| 2009-10   | Rima Wakarua (I Cavalieri), 221                             | Samuele Pace (Viadana), 9                                                                  |
| 2010-11   | Rima Wakarua (I Cavalieri), 220                             | Agustín Costa Repetto (Petrarca), 9                                                        |
| 2011-12   | Rima Wakarua (I Cavalieri), 261                             | Steven Bortolussi (Petrarca), 12                                                           |
| 2012-13   | Stefan Basson (Rovigo), 229                                 | Gonzalo Padró (Viadana), 16                                                                |
| 2013-14   | Kelly Haimona (Calvisano), 247                              | Braam Steyn (Calvisano), 17                                                                |
| 2014-15   | Aristide Barraud (Mogliano), 235                            | Marco Filippucci (Mogliano), 11 Kayle van Zyl (Mogliano), 11                               |
| 2015-16   | Stefan Basson (Rovigo), 261                                 | Luca Nostran (Petrarca), 13                                                                |
| 2016-17   | Brian Ormson (Viadana), 221                                 | Ignacio Brex (Viadana), 13 Matteo Minozzi (Calvisano), 13                                  |
| 2017-18   | Leonardo Mantelli (Rovigo), 176                             | Pierre Bruno (Calvisano), 10                                                               |
| 2018-19   | Brian Ormson (Viadana), 230                                 | David Odiete (Rovigo), 21                                                                  |
| 2019-20   | n/a                                                         | n/a                                                                                        |
| 2020-21   | Scott Lyle (Petrarca), 246                                  | Alessandro Ciofani (Viadana), 15                                                           |
| 2021-22   | Abner van Reenen (Rovigo), 206                              | Lorenzo Bruno (Lyons), 13 Luhandré Luus (Valorugby), 13                                    |
| 2022-23   | Giovanni Montemauri (Rovigo), 233                           | Marco Silva (Valorugby), 12 Nicolás Sbrocco (Valorugby), 12                                |
| 2023-24   | Jacob Atkins (Rovigo), 175                                  | Lorenzo Bruno (Lyons), 10                                                                  |
| 2024-25   | Brandon Thomson (Rovigo), 197                               | Alessandro Ciofani (Viadana), 11                                                           |

### Punti realizzati

Stefano Bettarello (3206 punti)

| Stagioni  | Giocatore          | Punti | Squadre                                                          |
| --------- | ------------------ | ----- | ---------------------------------------------------------------- |
| 1991-2008 | Andrea Scanavacca  | 3 368 | Rovigo, Rugby Roma, Calvisano                                    |
| 1976-1994 | Stefano Bettarello | 3 206 | Rovigo, Benetton, Mogliano, Livorno, Casale                      |
| 1990-1997 | Diego Domínguez    | 2 966 | Amatori Milano                                                   |
| 1980-1997 | Luigi Troiani      | 2 681 | L’Aquila                                                         |
| 1997-2007 | Gert Peens         | 1 911 | Rugby Roma, Amat. & Calvisano, Piacenza, Parma, Rovigo, L'Aquila |
| 1976-1993 | Oscar Collodo      | 1 850 | Benetton Treviso                                                 |
| 2003-2012 | Rima Wakarua       | 1 847 | Leonessa, GRAN Parma, I Cavalieri                                |
| 1991-2003 | Gabriel Filizzola  | 1 765 | Rugby Roma, Amatori & Calvisano, Milan                           |
| 1994-2010 | Corrado Pilat      | 1 764 | Benetton Treviso, Parma, Viadana, Veneziamestre                  |
| 1987-1993 | Naas Botha         | 1 731 | Rovigo                                                           |

### Mete realizzate

Giancarlo Pivetta (141 mete)

| Stagioni  | Giocatore             | Mete | Squadre                                                    |
| --------- | --------------------- | ---- | ---------------------------------------------------------- |
| 1985-2000 | Marcello Cuttitta     | 236  | L’Aquila, Amatori Milano, Calvisano                        |
| 1973-1991 | Massimo Mascioletti   | 227  | L'Aquila                                                   |
| 1970-1984 | Manrico Marchetto     | 209  | Benetton                                                   |
| 1974-1992 | Alberto Osti          | 171  | Rovigo                                                     |
| 1993-2012 | Massimiliano Perziano | 169  | Benetton Treviso, Amatori Catania, Veneziamestre, Mogliano |
| 1972-1995 | Serafino Ghizzoni     | 150  | L'Aquila                                                   |
| 1976-1999 | Giancarlo Pivetta     | 141  | San Donà, Benetton Treviso, Mirano                         |
| 1999-2010 | Brendan Williams      | 132  | Petrarca, Benetton Treviso                                 |
| 1989-2001 | Leandro Manteri       | 131  | Livorno, Benetton Treviso                                  |
| 1957-1975 | Vittorio Ambron       | 123  | Partenope                                                  |

### Presenze totali

Elio Fusco (384 presenze)

| Stagioni  | Giocatore          | Presenze | Squadre                            |
| --------- | ------------------ | -------- | ---------------------------------- |
| 1975-1996 | Guido Rossi        | 410      | Benetton                           |
| 1979-2000 | Marco D'Onofrio    | 405      | L’Aquila, CUS Roma                 |
| 1976-1999 | Giancarlo Pivetta  | 403      | San Donà, Benetton Treviso, Mirano |
| 1956-1975 | Elio Fusco         | 384      | Partenope, Amatori Catania         |
| 1972-1995 | Serafino Ghizzoni  | 371      | L'Aquila                           |
| 1970-1988 | Mariano Falsaperla | 352      | Amatori Catania, Rugby Roma        |
| 1972-1990 | Giorgio Morelli    | 341      | L'Aquila                           |
| 1981-2000 | Antonio Colella    | 338      | L'Aquila                           |
| 1956-1976 | Roberto Luise      | 335      | Fiamme Oro, Petrarca               |
| 1970-1988 | Pio Failla         | 331      | Amatori Catania                    |

### Plurivincitori dal 1946
| Titoli | Giocatore             | Stagioni |
| ------ | --------------------- | --- |
| 10     | Salvatore Costanzo    | Benetton Treviso: 2002-03, 2003-04, 2005-06, 2006-07, 2008-09, 2009-10 Calvisano: 2011-12, 2013-14, 2014-15, 2016-17 |
| 8      | Massimiliano Perziano | Benetton Treviso: 1996-97, 1997-98, 1998-99, 2000-01, 2002-03, 2003-04, 2005-06, 2006-07                             |
| 7      | Romano Bettarello     | Rovigo: 1950-51, 1951-52, 1952-53, 1953-54, 1961-62, 1962-63, 1963-64                                                |
| 7      | Carlo Checchinato     | Rovigo: 1989-90 Benetton Treviso: 1996-97, 1997-98, 1998-99, 2000-01, 2002-03, 2003-04                               |
| 7      | Denis Dallan          | Benetton Treviso: 1996-97, 1997-98, 1998-99, 2000-01, 2002-03, 2003-04, 2005-06                                      |
| 7      | Manuel Dallan         | Benetton Treviso: 1996-97, 1997-98, 1998-99, 2000-01, 2002-03, 2003-04, 2005-06                                      |
| 7      | Gianluca Faliva       | Benetton Treviso: 1997-98, 1998-99, 2000-01, 2002-03, 2003-04, 2005-06, 2006-07                                      |
| 7      | Andrea Gritti         | Benetton Treviso: 1996-97, 1997-98, 1998-99, 2000-01, 2002-03, 2003-04, 2005-06                                      |
| 7      | Luigi Guandalini      | Rovigo: 1950-51, 1951-52, 1952-53, 1953-54, 1961-62, 1962-63, 1963-64                                                |
| 7      | Roberto Luise         | Fiamme Oro : 1959-60, 1960-61, 1967-68 Petrarca: 1969-70, 1970-71, 1971-72, 1972-73, 1973-74                         |
| 7      | Silvio Orlando        | Benetton Treviso: 2002-03, 2003-04, 2005-06, 2006-07, 2008-09, 2009-10 Mogliano: 2012-13                             |
| 7      | Enrico Pavanello      | Benetton Treviso: 2002-03, 2003-04, 2005-06, 2006-07, 2008-09, 2009-10 Mogliano: 2012-13                             |
| 7      | Simon Picone          | Benetton Treviso: 2002-03, 2003-04, 2005-06, 2006-07, 2008-09, 2009-10 Calvisano: 2013-14                            |
| 7      | Franco Properzi       | Amatori Milano: 1990-91; 1992-93; 1994-95; 1995-96 Benetton Treviso: 1998-99; 2000-01; 2002-03                       |
| 7      | Alessandro Troncon    | Benetton Treviso: 1991-92, 1996-97, 1997-98, 1998-99, 2002-03, 2003-04, 2005-06                                      |
| 7      | Tommaso Visentin      | Benetton Treviso: 1996-97, 1997-98, 1998-99, 2000-01, 2002-03, 2003-04, 2005-06\|-bgcolor="#EBF8FD"                  |
| 6      | Franco Baraldi        | Petrarca: 1970-71, 1971-72, 1972-73, 1973-74, 1976-77, 1979-80                                                       |
| 6      | Ottorino Bettarello   | Fiamme Oro: 1957-58, 1958-59, 1959-60, 1960-61 Rovigo: 1962-63, 1963-64                                              |
| 6      | Lucio Boccaletto      | Petrarca: 1970-71, 1971-72, 1972-73, 1973-74, 1976-77, 1979-80                                                       |
| 6      | Nicola De Meneghi     | Benetton Treviso: 1991-92, 1996-97, 1997-98, 1998-99, 2000-01, 2002-03                                               |
| 6      | Giovanni Grespan      | Benetton Treviso: 1988-89, 1991-92, 1996-97, 1997-98, 1998-99, 2000-01                                               |
| 6      | Lelio Lazzarini       | Petrarca: 1969-70, 1970-71, 1971-72, 1972-73, 1973-74, 1976-77                                                       |
| 6      | Elio Michelon         | Petrarca: 1969-70, 1970-71, 1971-72, 1972-73, 1973-74, 1979-80                                                       |
| 6      | Andrea Miele          | Fiamme Oro: 1967-68 Petrarca: 1969-70, 1970-71, 1971-72, 1972-73, 1973-74                                            |
| 6      | Alessandro Moscardi   | Rovigo: 1989-90 Benetton Treviso: 1996-97; 1997-98; 1998-99; 2000-01; 2002-03                                        |
| 6      | Giancarlo Navarrini   | Rovigo: 1952-53, 1953-54, 1961-62, 1962-63, 1963-64 Fiamme Oro: 1957-58                                              |
| 6      | Enrico Pavanello      | Benetton Treviso: 2002-03, 2003-04, 2005-06, 2006-07, 2008-09, 2009-10                                               |